# Masato Nakayama
Masato Nakayama (中山 仁斗 Nakayama Masato?, Hyogo, 6 de febrero de 1992) es un futbolista japonés que juega como delantero en el Criacao Shinjuku.

## Trayectoria

### Clubes
| Club                   | País  | Año       |
| ---------------------- | ----- | --------- |
| Gainare Tottori        | Japón | 2014-2015 |
| Renofa Yamaguchi F. C. | Japón | 2016      |
| Montedio Yamagata      | Japón | 2017-2018 |
| Júbilo Iwata           | Japón | 2019      |
| Mito HollyHock         | Japón | 2020-2021 |
| Vegalta Sendai         | Japón | 2022-2024 |
| Criacao Shinjuku       | Japón | 2025-     |